# Ischnomera excavata
Ischnomera excavata là một loài bọ cánh cứng trong họ Oedemeridae. Loài này được LeConte miêu tả khoa học năm 1852.